# Boryza aeraria
Boryza aeraria là một loài bướm đêm trong họ Erebidae.